# Antoniów (Dąbrowa Górnicza)
Antoniów – dzielnica Dąbrowy Górniczej, część Ząbkowic, położona 6,5 km na północny wschód od centrum miasta.

## Geografia
Antoniów jest położony nad rzeką Trzebyczką (Wysilką), pomiędzy drogą krajową nr 1 (E75) Warszawa – Katowice – Bielsko-Biała (wschodnia obwodnica GOP) (od wschodu) a Zbiornikiem Kuźnica Warężyńska (od zachodu).
Od 1940 r. stanowił część Ząbkowic, oddzielony od nich obecnie trasą szybkiego ruchu.
Dzielnica o charakterze rolniczym z przewagą zabudowy jednokondygnacyjnej, z przyległymi do nich ogrodami i sadami. W miarę pozyskiwania gruntów pod zabudowę jednorodzinną oraz dużego zainteresowania tą formą osadnictwa, Antoniów się rozrasta. Dawniejsze okoliczne pola stały się nowymi dzielnicami mieszkalnymi. Głównymi przyczynami tak szybkiego wzrostu budowlanego jest dogodny dojazd oraz nowo powstały zalew Kuźnica Warężyńska. W 2005 r. dzielnica uzyskała nowe połączenie drogowe z dzielnicą Piekło oraz kolejną linię autobusową. W centrum znajduje się kamienna kapliczka przydrożna.
W pobliżu Antoniowa znajdują się wyrobiska Kopalni Piasku Podsadzkowego Kuźnica Warężyńska. Po częściowym zakończeniu eksploatacji piasku i zalaniu wodą powstał w tym miejscu zbiornik wodny Kuźnica Warężyńska, zwana też Pogorią IV.
Nieopodal trasy szybkiego ruchu znajduje się użytek ekologiczny Bagna w Antoniowie.
W latach 1977–1985 w pobliskim lesie znajdowało się obozowisko letnie Hufca ZHP z Katowic (obecnie pozostałości fundamentów).

## Historia
Wioska o nazwie Ujejska Piła w XVI w. była częścią Ujejsca. Znajdował się tutaj młyn i tartak oraz kopalnia rudy srebronośnej. Zamieszkiwało tu tylko czterech zagrodników – gwarków. W XVIII w. znajdował się tutaj warsztat hutniczy (prawdopodobnie duża i znana w okolicy kuźnia). Wówczas wieś nazywano Ujejską Kuźnią. Nazwa Antoniów pojawiła się dopiero w początkach XX w. W 1936 r. powstało tu Koło Gospodyń.
Po I wojnie światowej Antoniów wraz z sąsiednimi wioskami: Ujejscem i Bielowizną należał do gminy Wojkowice Kościelne w powiecie będzińskim. W 1940 r. wszedł w skład nowo utworzonej gminy Ząbkowice, a 29 września 1954 r. w skład nowo powołanej gromady Ząbkowice, która 1 stycznia 1956 r. otrzymała status osiedla typu miejskiego, a 18 lipca 1962 r. prawa miejskie (a więc Antoniów stał się dzielnicą Ząbkowic). 1 lutego 1977 r. wraz z Ząbkowicami został przyłączony do miasta Dąbrowa Górnicza. Na terenie dzielnicy działa Rada Osiedla.
Po drugiej stronie trasy szybkiego ruchu powstało dla pracowników Huty Katowice osiedle Młodych Hutników, zwane też Nowym Antoniowem.

## Komunikacja miejska
Zapewniają ją autobusy linii:
| Numer linii | Trasa podstawowa                                                                           |
| ----------- | ------------------------------------------------------------------------------------------ |
| 116         | Sosnowiec–Będzin–Józefów–Mydlice–Dąbrowa G.–Gołonóg–Ząbkowice, os. Młodych Hutników        |
| 635         | (okrężna) Mydlice–Dąbrowa G.–Gołonóg–Ząbkowice–Antoniów–Wojkowice Kościelne–Ujejsce/Karsów |

## Ulice
- Baśniowa
- Gruntowa
- Konstytucji
- Kusocińskiego, Janusza
- Jana Pawła II (wschodnia obwodnica GOP)
- Spacerowa
- Stawowa